# Panggungrejo (Gondanglegi)
Panggungrejo is een bestuurslaag in het regentschap Malang van de provincie Oost-Java, Indonesië. Panggungrejo telt 1649 inwoners (volkstelling 2010).